# Матіас Йоргенсен
Матіас Йоргенсен (дан. Mathias Jørgensen, нар. 23 квітня 1990, Копенгаген) — данський футболіст, захисник англійського клубу «Брентфорд». 
Насамперед відомий виступами за клуб «Копенгаген», а також національну збірну Данії.

## Клубна кар'єра
Народився 23 квітня 1990 року в Копенгагені. Вихованець футбольної школи клубу «Б 93». Дорослу футбольну кар'єру розпочав 2006 року в основній команді того ж клубу, в якій провів один сезон, взявши участь у 21 матчі чемпіонату.

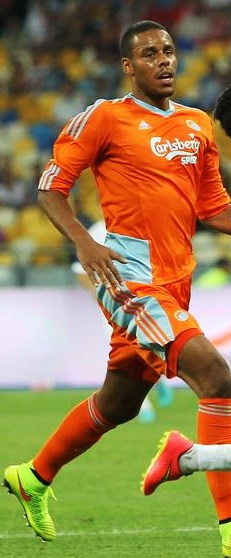
Матіас Йоргенсен під час виступів за «Копенгаген». 2014 рік.

Своєю грою за цю команду привернув увагу представників тренерського штабу клубу «Копенгаген», до складу якого приєднався 2007 року. Відіграв за команду з Копенгагена наступні п'ять сезонів своєї ігрової кар'єри.
До складу клубу ПСВ приєднався на початку 2012 року. Стати гравцем основного складу нідерландської команди не зміг і, провівши у її складі лише 14 ігор, 2014 року повернувся до «Копенгагена» за 600 тис. євро. Цього разу три сезони захищав кольори команди. Більшість часу, проведеного у складі «Копенгагена», був основним гравцем захисту команди. За цей час Матіас ще двічі виграв національний чемпіонат і тричі — Кубок Данії.
7 липня 2017 року «Гаддерсфілд Таун» підтвердив підписання Йоргенсена за 3,5 мільйона фунтів стерлінгів, підписавши з гравцем трирічний контракт. У першому ж сезоні Йоргенсен зіграв у всіх 38 матчах клубу у чемпіонаті і допоміг команді зберегти місце в Прем'єр-лізі.

## Виступи за збірні
У 2006 році дебютував у складі юнацької збірної Данії, взяв участь у 5 іграх на юнацькому рівні.
З 2008 року залучався до складу молодіжної збірної Данії. Учасник домашнього для своєї збірної молодіжного чемпіонату Європи 2011 року, на якому зіграв 3 матчі. Всього на молодіжному рівні зіграв у 4 офіційних матчах.
19 листопада 2008 року Йоргенсен дебютував у складі національної збірної Данії у матчі проти збірної Уельсу.
У складі збірної був учасником чемпіонату світу 2018 року у Росії.
Наразі провів у формі головної команди країни 13 матчів.

## Титули і досягнення

### Командні
- Чемпіон Данії (5):

«Копенгаген»: 2008–09, 2009–10, 2010–11, 2015-16, 2016-17
- Суперкубок Нідерландів (1):

ПСВ Ейндговен: 2012
- Володар Кубка Данії (5):

«Копенгаген»: 2008-09, 2011-12, 2014-15, 2015-16, 2016-17

### Особисті
- Талант року: 2008

## Особисте життя
Йоргенсен — син датчанки і гамбійця. Одружений з угорською фотомоделлю Еніко Міхалік.
Прізвисько «Занка» він отримав на честь персонажа фільму Круті віражі по імені Санка Кофі (англ. Sanka Coffie).